# Omelan Antonowycz

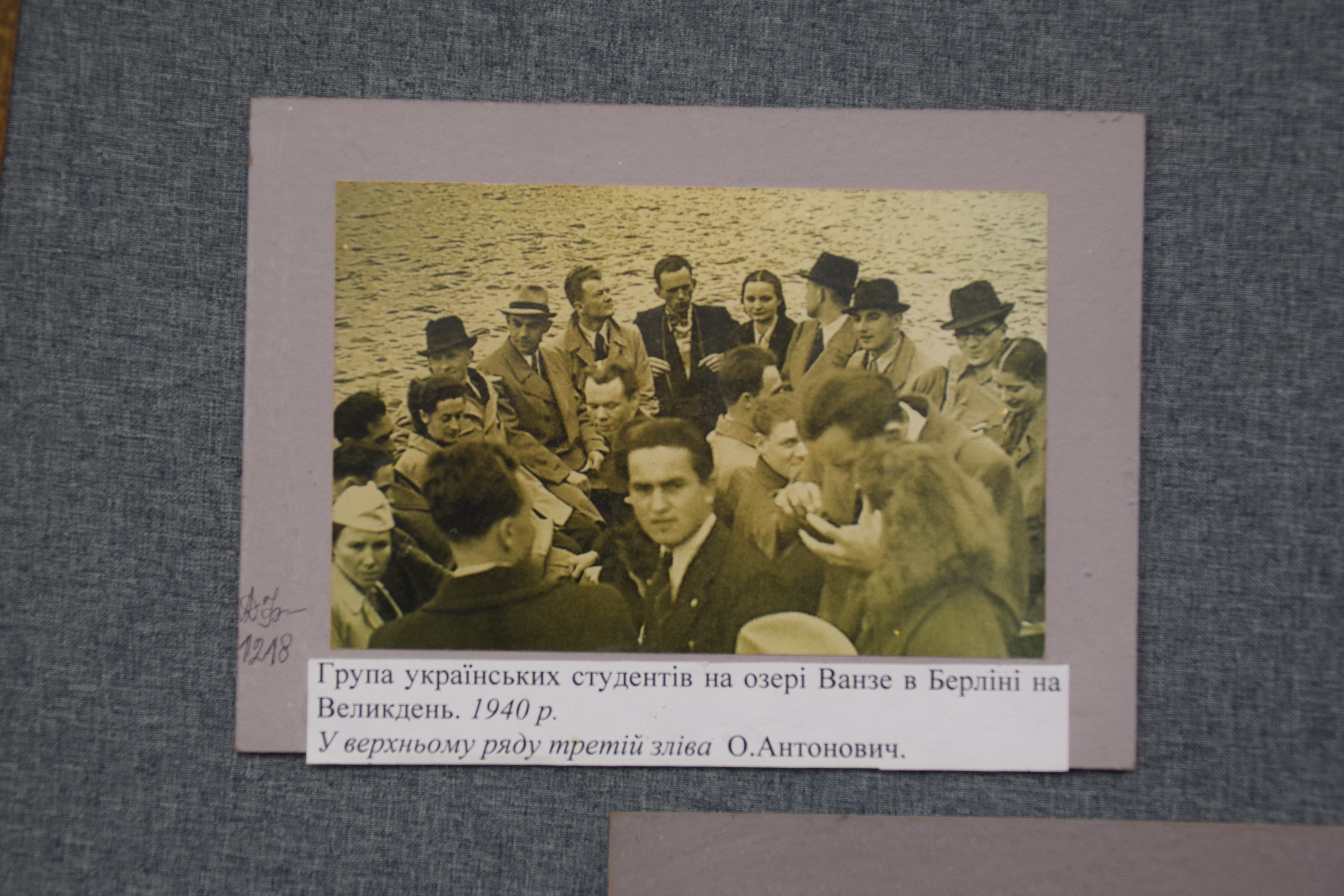
Antonowycz w grupie ukraińskich studentów nad jeziorem Wannsee w Berlinie, Wielkanoc 1940

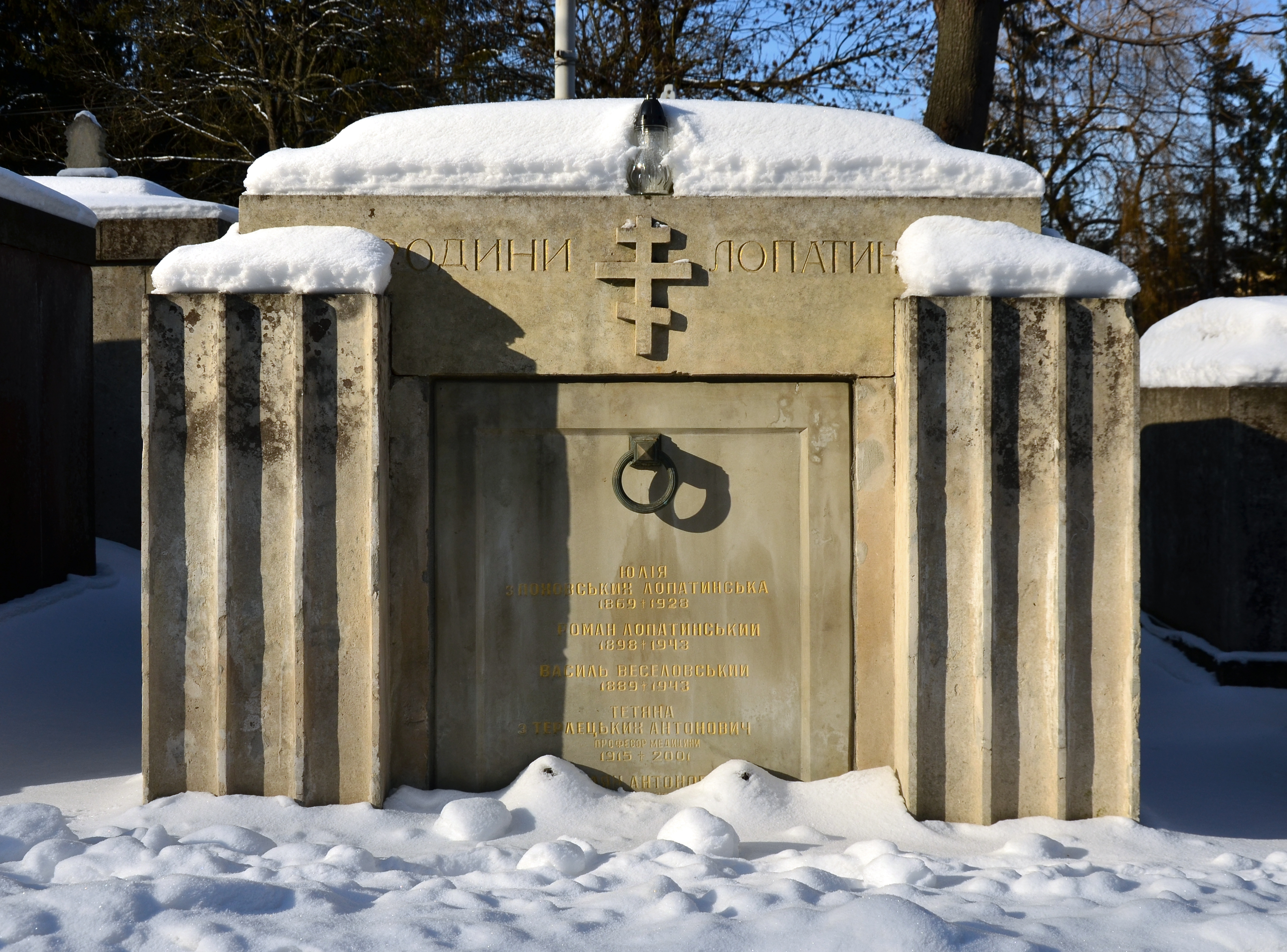
Grobowiec rodzinny na Cmentarzu Łyczakowskim, w którym pochowano Omelana Antonowycza

Omelan Antonowycz (ur. 1914 w Dolinie, zm. 28 lutego 2008 we Lwowie) – ukraiński prawnik, mecenas sztuki.

## Życiorys
Urodził się w rodzinie urzędnika sądowego. Uczył się w Gimnazjum Akademickim we Lwowie, ukraińskim gimnazjum w Przemyślu, studiował na Katolickim Uniwersytecie Lubelskim, Wyższej Szkole Handlowej w Poznaniu, Akademii Handlowej w Berlinie.
W czasie studiów działał w organizacji studenckiej „Mołoda Hromada”, następnie wstąpił do Organizacji Ukraińskich Nacjonalistów. W 1933 został aresztowany za działalność w OUN, skazany, spędził trzy lata w polskim więzieniu. Podczas II wojny światowej zajmował się działalnością organizacyjną w OUN, wskutek czego został aresztowany przez władze niemieckie i wysłany do obozu koncentracyjnego Sachsenhausen.
W 1946 roku po ukończeniu wydziału prawniczego Wolnego Uniwersytetu Ukraińskiego w Pradze poślubił Tatianę Terłecką, znaną neuropatolog po Uniwersytecie Wiedeńskim.
W 1950 przeprowadzili się wraz z żoną na stałe do Waszyngtonu.
W 1980 założyli wspólnie Fundację Tatiany i Omelana Antonowyczów w celu wsparcia rozwoju ukraińskiego literaturoznawstwa, krytyki literackiej, historii, historii sztuki, językoznawstwa i polityki.